# Guillem II de Wittelsbach
Guillem II de Baviera-Straubing (La Haia ?, 5 d'abril del 1365 - Bouchain (Nord), 30 de maig del 1417) també comte Guillem VI d'Holanda, comte Guillem IV d'Hainaut i comte Guillem V de Zelanda, fou un duc de Baviera i comte als Països Baixos, que va governar des 1404 a 1417, quan va morir d'una mossegada de gos. Guillem era fill d'Albert I i Margarida de Brieg.

## Biografia
Guillem, aliat al partit dels Hooks, va estar en conflicte amb el seu pare fins a 1394. El 1404 el va succeir com a comte d'Holanda, Zelanda i Hainaut i com a duc de Baviera-Straubing.
El 1408 al camp de la Othée, Guillem i el seu cunyat Joan I de Borgonya van derrotar (juntament amb Lluís VII, duc de Baviera), als ciutadans de Lieja que s'havien rebel·lar contra el germà de Guillem, Joan de Baviera, el bisbe de Lieja. Com a resultat, després d'això, en la seva qualitat de comte d'Hainaut ja no va tenir més l'obligació de retre homenatge al bisbe. El regnat de Guillem va estar marcat per les lluites internes dins del comtat d'Holanda. En particular el senyor Joan V d'Arkel que recolzava als enemics de Guillem. Guillem va conquerir Arkel el 1412, moment en què Joan V va acceptar la derrota i Arkel va ser annexada al dominis comtals d'Holanda.
Guillem va reclamar Frísia com a comte d'Holanda. El duc Guillem I de Baviera-Straubing havia enviat prèviament cinc expedicions per conquerir Frísia. Només Stavoren va ser capturada el 1398. Guillem II també va enviar expedicions a la regió, però Stavoren va ser recuperat pels frisons el 1414. Abans de la seva mort, Guillem va obligar els seus nobles a jurar lleialtat a la seva única filla, Jacquelina, l'única que havia tingut amb la seva esposa Margarida de Borgonya Dampierre, filla de Felip II de Borgonya amb qui es va casar el 1385, en el doble casament amb la casa de Borgonya a Cambrai, ja que alhora la seva germana, Margarida de Baviera-Straubing es va casar amb Joan sense Por.
No obstant això, a la mort de Guillem el 1417, una guerra de successió es va desencadenar entre el seu germà Joan, el bisbe de Lieja (proclamat Joan III) i la seva filla Jacquelina de Baviera. Aquest seria l'últim episodi de les guerres entre els Ganxos i els Bacallans i que finalment va col·locar Holanda i Hainaut en mans dels borgonyons. El ducat de Baviera-Straubing es va dividir entre els altres ducs de Baviera, si bé la major part va anar a Baviera-Múnic, el 1429.